# Christa Peikert-Flaspöhler
Christa Peikert-Flaspöhler (* 29. Dezember 1927 in Nieder-Salzbrunn, Provinz Niederschlesien; † 13. Juni 2016 in Osnabrück) war eine deutsche Lyrikerin und Schriftstellerin.

## Leben
Seit 1947 lebte sie in Westdeutschland. Auf dem Weg über die Begabtenprüfung konnte sie von 1958 bis 1961 in Osnabrück Pädagogik studieren. Bis 1977 war sie als Lehrerin tätig. Peikert-Flaspöhler war verheiratet und hatte eine Tochter.
Seit 1979 publizierte sie vorwiegend Lyrik. Daneben verfasste sie zahlreiche geistliche, zeit- und sozialkritische Liedtexte, Kurzprosa-, Gebets- und Meditationstexte. Seit 1979 veröffentlichte sie mehr als 25 Bücher. Sie war Mitglied im Verband deutscher Schriftsteller (VS), der Künstlergilde Esslingen, dem Autoren-Progressiv Pegasus (Osnabrück), dem Wangener Kreis, der Gesellschaft für Literatur und Kunst "Der Osten" e.V., Wangen, und der Gesellschaft für zeitgenössische Lyrik.
Peikert-Flaspöhler war bekannt für ihre feministischen Positionen und ihr Engagement auf Evangelischen Kirchentagen. 1980 nahm sie am Lyrik-Forum zum 86. Deutschen Katholikentag in Berlin teil.

## Auszeichnungen
- Preis für christliche Literatur, Sparte Lyrik, 1983[2] (Wien/Graz)
- Hanna-Strack-Preis (Gottespoetinnenpreis) 2002

## Werke (Auswahl)
- Geheimnisse. Annäherungen an ein altes Gebet. Herder, Freiburg i. Br. 1987, ISBN 3-451-21054-1
- Deutsch-polnische Litanei. Herder, Freiburg i. Br. 1990, ISBN 3-451-22044-X
- Heut singe ich ein anderes Lied. Frauen brechen ihr Schweigen. Rex, Luzern 1992, ISBN 3-7252-0560-4
- Jahreszeiten – Lebenszeiten. Gedichte, Erzählungen, Betrachtungen. Klens, Düsseldorf 1994, ISBN 3-87309-122-4
- Höre, göttliche Freundin. Gebete und Meditationen. Kösel, München 1999, ISBN 3-466-20447-X
- Füsse hast du und Flügel. Gedichte von Christa Peikert-Flaspöhler, Lahn-Verlag, Limburg 1982, ISBN 3-7840-2642-7